# 거대고리 화합물
거대고리 화합물(영어: macrocyclic compound)은 고리 화합물로서 12원자 이상의 고리를 가진 물질이다.
거대고리 화합물은 종종 12개 이상의 원자로 구성된 고리를 포함하는 분자 및 이온으로 설명된다. 고전적인 예로는 크라운 에테르, 칼릭사렌, 포르피린 및 시클로덱스트린이 있다.

## 응용
마크롤라이드는 항생제나 항진균제로 쓰인다.